# À contre-voie
À contre-voie (So Deadly Fair) est un roman policier américain écrit par Gertrude Walker publié en 1950 dans la Série noire.

## Résumé
La pluie tombe sur les traverses de la voie ferrée et sur cet homme, solitaire, debout sur le talus, qui a les mains enfoncées dans ses poches, le col relevé, et qui a faim. Alors, quand le vagabond voit s'ouvrir la fenêtre de la maison d'en face, sur la lumière et la tiédeur d'un foyer, quand une femme blonde se penche par cette fenêtre pour lui faire un signe d'appel, il veut croire que l'étape lui sera douce, que le destin l'a enfin pris en amitié, - il espère surtout qu'il pourra resquiller un sandwich.
Walter Johnson s'est laissé avoir par le sourire de la femme et Walter Johnson va payer son erreur, au prix fort.

## Traduction
La traduction française est de Jacques Papy.

## Critique
Selon le Dictionnaire des littératures policières, Jean-Patrick Manchette l'a « qualifié de chef-d'œuvre ». François Guérif le juge comme « une œuvre dure et poignante ». Pour Claude Mesplède, c'est un  « chef-d'œuvre incontournable, au ton inhabituel, construit en quatre livres comme l'Apocalypse ! (...) Personnage complexe, Saliotte est à la fois sensible et cynique, fragile et sordide. Son impitoyable confession donne de la police de New York, à l'époque de la Dépression, une image étonnante d'amoralité ».

## Éditions
- À contre-voie, Éditions Gallimard, coll. « Série noire » no 67 (1950)
- À contre-voie, Éditions Gallimard, coll. « Carré noir » no 172 (1974)
- L'édition originale a paru chez G.P. Putnam en 1948

## Sources
- Claude Mesplède (dir.), Dictionnaire des littératures policières, vol. 1 : A - I, Nantes, Joseph K, coll. « Temps noir », 2007, 1054 p. (ISBN 978-2-910-68644-4, OCLC 315873251) (notice À nos amours).
- Claude Mesplède, Les Années "Série noire" : bibliographie critique d'une collection policière, vol. 1 : 1945-1959, Amiens, Editions Encrage, coll. « Travaux » (no 13), 1992, p. 64-65 (notice À nos amours).